# Blussans
Blussans és un municipi francès situat al departament del Doubs i a la regió de Borgonya - Franc Comtat. L'any 2007 tenia 186 habitants.

## Demografia

### Població
El 2007 la població de fet de Blussans era de 186 persones. Hi havia 78 famílies de les quals 20 eren unipersonals (8 homes vivint sols i 12 dones vivint soles), 29 parelles sense fills i 29 parelles amb fills.
La població ha evolucionat segons el següent gràfic:
Habitants censats

### Habitatges
El 2007 hi havia 89 habitatges, 80 eren l'habitatge principal de la família, 4 eren segones residències i 4 estaven desocupats. 86 eren cases i 1 era un apartament. Dels 80 habitatges principals, 71 estaven ocupats pels seus propietaris, 6 estaven llogats i ocupats pels llogaters i 3 estaven cedits a títol gratuït; 1 tenia una cambra, 1 en tenia dues, 6 en tenien tres, 21 en tenien quatre i 51 en tenien cinc o més. 66 habitatges disposaven pel capbaix d'una plaça de pàrquing. A 35 habitatges hi havia un automòbil i a 36 n'hi havia dos o més.

### Piràmide de població
La piràmide de població per edats i sexe el 2009 era:
| Homes | Edats   | Dones |
| ----- | ------- | ----- |
| 0     | 95 o +  | 0     |
| 0     | 90 a 94 | 0     |
| 0     | 85 a 89 | 0     |
| 4     | 80 a 84 | 0     |
| 4     | 75 a 79 | 8     |
| 0     | 70 a 74 | 0     |
| 8     | 65 a 69 | 4     |
| 4     | 60 a 64 | 4     |
| 16    | 55 a 59 | 4     |
| 12    | 50 a 54 | 4     |
| 4     | 45 a 49 | 12    |
| 0     | 40 a 44 | 4     |
| 4     | 35 a 39 | 4     |
| 12    | 30 a 34 | 8     |
| 4     | 25 a 29 | 8     |
| 4     | 20 a 24 | 0     |
| 4     | 15 a 19 | 4     |
| 4     | 10 a 14 | 0     |
| 4     | 5 a 9   | 0     |
| 8     | 0 a 4   | 4     |

## Economia
El 2007 la població en edat de treballar era de 114 persones, 89 eren actives i 25 eren inactives. De les 89 persones actives 87 estaven ocupades (48 homes i 39 dones) i 2 estaven aturades (2 dones i 2 dones). De les 25 persones inactives 11 estaven jubilades, 6 estaven estudiant i 8 estaven classificades com a «altres inactius».

### Ingressos
El 2009 a Blussans hi havia 78 unitats fiscals que integraven 185 persones, la mediana anual d'ingressos fiscals per persona era de 17.903 €.

### Activitats econòmiques
Dels 3 establiments que hi havia el 2007, 2 eren d'empreses de construcció i 1 d'una empresa de comerç i reparació d'automòbils.
L'únic servei als particulars que hi havia el 2009 era una empresa de construcció.

## Poblacions més properes
El següent diagrama mostra les poblacions més properes.